# Fenain
Fenain é uma comuna francesa na região administrativa de Altos da França, no departamento do Norte. Estende-se por uma área de 5.78 km². Em 2010 a comuna tinha 5 497 habitantes (densidade: 951 hab./km²).